# Lucie Madeleine d’Estaing
Łucja Magdalena d’Estaing, fr. Lucie Madeleine d’Estaing (ur. 10 maja 1743 w Paryżu, zm. 7 kwietnia 1826 w Clermont-Ferrand) – metresa króla Francji, Ludwika XV.

## Życiorys
Była siostrą admirała Karola Henryka d’Estainga, kochanką króla Francji (fr. maîtresse en titre) jednocześnie z Marguerite Catherine Haynault, markizą de Montmélas, która w tym samym czasie co Lucie rodziła dzieci królewskie. Lucie urodziła królowi dwie córki:
- Agnès Lucie Auguste (1761–1831), od 1777 żonę Karola, wicehrabiego Boysseulh
- Aphrodite Lucie Auguste (1763–1819), od 1784 żonę Ludwika Juliusza, hrabiego Boysseulh

W 1768 poślubiła Franciszka, hrabiego Boysseulh (1728–1807). Mieli troje dzieci:
- Marthe de Boisseulh (1770–1801)
- Auguste de Boisseulh, mąż Aménaïde Dufour de Pradt
- Lucie de Boisseulh, żonę Simon-Narcisse d'Aurelle